# Kalendarz etiopski
Kalendarz etiopski (amh. የኢትዮጵያ ዘመን አቆጣጠር, czyt. ye'Ītyōṗṗyā zemen āḳoṭaṭer), także kalendarz gyyz – kalendarz używany w Etiopii oraz jako kalendarz liturgiczny w Erytrei przez prawosławny kościół erytrejski, tamtejszych wschodnich katolików i luterański Ewangelicki Kościół Etiopii Mekane Yesus.
Kalendarz etiopski bazuje na kalendarzu koptyjskim, który z kolei opiera się na kalendarzu egipskim. 
Według kalendarza etiopskiego rok składa się z 12 miesięcy, liczących po 30 dni oraz jednego miesiąca grupującego pozostałe 5 dni (w roku przestępnym 6 dni).
Doba zaczyna się nie o północy, a ze wschodem słońca. Doba dzieli się na 24 godziny liczone dwa razy po 12 godzin dziennych i nocnych. Pierwsza godzina doby zaczyna się o godzinie 7:00 czasu wschodnioafrykańskiego (EAT). Godziny dzienne trwają do godziny 18:59 według EAT, a o 19:00 EAT zaczyna się pierwsza godzina nocna czasu etiopskiego.. Podział na godziny nocne i dzienne nie nastręcza praktycznego problemu, ponieważ w Etiopii różnica czasu między najdłuższym, a najkrótszym dniem roku wynosi jedną godzinę (w Polsce ok. 8,5 godz.), czas zmroku i świtania jest niezwykle krótki, a wschód słońca następuje zawsze w pierwszej godzinie czasu etiopskiego.

## Rachuba lat
Kalendarz etiopski stosuje własną rachubę lat. Era liczy się od daty narodzenia Jezusa, wyliczonej przez Anonniosa z Aleksandrii na 9 r. n.e.
Na oznaczenie daty według systemu etiopskiego stosuje się skrót AM (od amharskiego Amätä Məhrät - "rok łaski, rok miłosierdzia") i tak np. oznaczenie 1999 AM oznacza gregoriańskie lata 2006/2007. 
Numer roku etiopskiego jest o 8 mniejszy od gregoriańskiego od 1 stycznia do 10 września (11 września w roku przestępnym), a następnie o 7 lat mniejszy przez pozostałą część roku gregoriańskiego.
12 września 2007 r. według kalendarza gregoriańskiego rozpoczął się rok 2000 w kalendarzu etiopskim.

## Nazwy miesięcy
| Nazwa miesiąca w językach: gyyz, amharskim i tigrina | Nazwa koptyjska | Początek miesiąca według kalendarza gregoriańskiego | Początek miesiąca według kalendarza gregoriańskiego w roku przestępnym |
| ---------------------------------------------------- | --------------- | --------------------------------------------------- | ---------------------------------------------------------------------- |
| Mäskäräm (መስከረም)                                     | Tut             | 11 września                                         | 12 września                                                            |
| Ṭəqəmt(i) (ጥቅምት)                                     | Babah           | 11 października                                     | 12 października                                                        |
| Ḫədar (ኅዳር)                                          | Hatur           | 10 listopada                                        | 11 listopada                                                           |
| Taḫśaś (ታኅሣሥ)                                        | Kiyahk          | 10 grudnia                                          | 11 grudnia                                                             |
| Ṭərr(i) (ጥር)                                         | Tubah           | 9 stycznia                                          | 10 stycznia                                                            |
| Yäkatit (Tn. Läkatit) (የካቲት)                         | Amshir          | 8 lutego                                            | 9 lutego                                                               |
| Mägabit (መጋቢት)                                       | Baramhat        | 10 marca                                            | 10 marca                                                               |
| Miyazya (ሚያዝያ)                                       | Baramundah      | 9 kwietnia                                          | 9 kwietnia                                                             |
| Gənbot (ግንቦት)                                        | Bashans         | 9 maja                                              | 9 maja                                                                 |
| Säne (ሰኔ)                                            | Ba'unah         | 8 czerwca                                           | 8 czerwca                                                              |
| Ḥamle (ሓምሌ)                                          | Abib            | 8 lipca                                             | 8 lipca                                                                |
| Nähase (ነሓሴ)                                         | Misra           | 7 sierpnia                                          | 7 sierpnia                                                             |
| Ṗagʷəmen/Ṗagumen (ጳጐሜን/ጳጉሜን)                         | Nasi            | 6 września                                          | 6 września                                                             |